# Periclimenes soror
Periclimenes soror är en kräftdjursart som beskrevs av Giuseppe Nobili 1904. Periclimenes soror ingår i släktet Periclimenes och familjen Palaemonidae. Inga underarter finns listade i Catalogue of Life.